# لامبرتو چزاری
لامبرتو چزاری (به ایتالیایی: Lamberto Cesari)(زاده ۲۳ سپتامبر ۱۹۱۰ در بولونیا-درگذشته ۱۲ مارس ۱۹۹۰ در آن آربور) ریاضیدان اهل ایتالیا بود.

## زندگی و کارنامه
چزاری در مدرسه عالی نرمال پیزا تحت سرپرستی لئونیدا تونلی با رساله‌ای درباره سری‌های فوریه دانش آموخته شد. پس از آن در دانشگاه لودویگ ماکسیمیلیان مونیخ در نزد کاراتئودوری به کار مشغول شد و در سال ۱۹۳۵ دوباره برای یک سال به پیزا بازگشت و پس از آن به رم رفت و در مؤسسه ملی کاربردهای آنالیز در نزد ماورو پیکونه به پژوهش پرداخت. در سال ۱۹۰۸ در دانشگاه پیزا به استادیاری رسید.
چزاری از سال ۱۹۴۲ استاد دانشگاه بولونیا بود و در سال ۱۹۴۷ کرسی ریاضی فیزیک را در این دانشگاه به دست آورد. در ۱۹۴۸ به آمریکا رفت و به عنوان استاد میهمان در موسسه مطالعات پیشرفته پرینستون به کار پرداخت. وی همچنین به دانشگاههای پردیو، برکلی و دانشگاه ویسکانسین-مدیسون نیز رفت. در سال ۱۹۶۰ به استادی دانشگاه میشیگان رسید و در آنجا مقام استاد برجسته را یافت و در سال ۱۹۸۰ بازنشسته شد.
زمینه کاری چزاری عبارت بود از رویه‌ها و رویه‌های مینیمال، حلهای تناوبی دستگاه‌های معادلات دیفرانسیل عادی، آنالیز مختلط و نظریه اندازه. چزاری در این زمینه‌های بیش از ۲۵۰ مقاله علمی و سه کتاب به چاپ رساند و در دانشگاه میشیگان یک کرسی به نام او نامیده شده‌است. چزاری در سال ۱۹۶۰ در کنگره جهانی ریاضیدانان در کمبریج به عنوان سخنران مدعو با موضوع «کاربردهای نظریه مساحت در آنالیز» به سخنرانی پرداخت. چزاری همچنین به همراه همسرش که مترجم متون ریاضیات بود، نوشته‌هایی درباره تاریخ ریاضیات، برای نمونه ریاضیات در مدیترانه به چاپ رساند.

## آثار
- Surface Area, Annals of Mathematical Studies 35, Princeton University Press 1956
- Asymptotic behavior and stability problems for ordinary differential equations, Ergebnisse der Mathematik und ihrer Grenzgebiete, Springer Verlag, 1959, 1962, 1971
- Optimization-Theory and Applications. Problems with ordinary differential equations, Applications of Mathematics 17, Springer Verlag 1983
- Sulle funzioni a variazione limitata, Annali della Scuola Normale Superiore, Serie II, Band 5 1936, S. 299–313
- Sulla risoluzione dei sistemi di equazioni lineari per approssimazioni successive, Atti Accad. Naz. Lincei